# Mikrovibration
Als Mikrovibration bezeichnet man die unregelmäßigen Kontraktionen einzelner Muskelfasern in Skelettmuskeln von homoiothermen Tieren. Sie stellen einen wichtigen Beitrag zur Wärmeproduktion dieser Tiere dar. Der österreichische Psychologe Hubert Rohracher entdeckte sie zufällig 1943 bei elektrophysiologischen Untersuchungen am Zentralnervensystem des Menschen. Die schwachen mechanischen Schwingungen liegen im Frequenzbereich von 8 bis 12 Hz.